# Oxira yoshimotoi
Oxira yoshimotoi är en fjärilsart som beskrevs av Plante 1994. Oxira yoshimotoi ingår i släktet Oxira och familjen nattflyn. Inga underarter finns listade i Catalogue of Life.